# Vârful Retezat, Munții Retezat
Vârful Retezat este vârful ce dă numele  masivului omonim din Carpații Meridionali, dată fiind vizibilitatea sa de la mare distanță. Are o altitudine de 2482 metri. 
Accesul pe vârf se poate face fie din șaua Retezat (de regulă) fie de pe culmea Lolaia.
Structura plată la vârf dă senzația că ar fi un munte retezat, fapt ce a dat naștere la numeroase legende și basme populare 

## Galerie foto

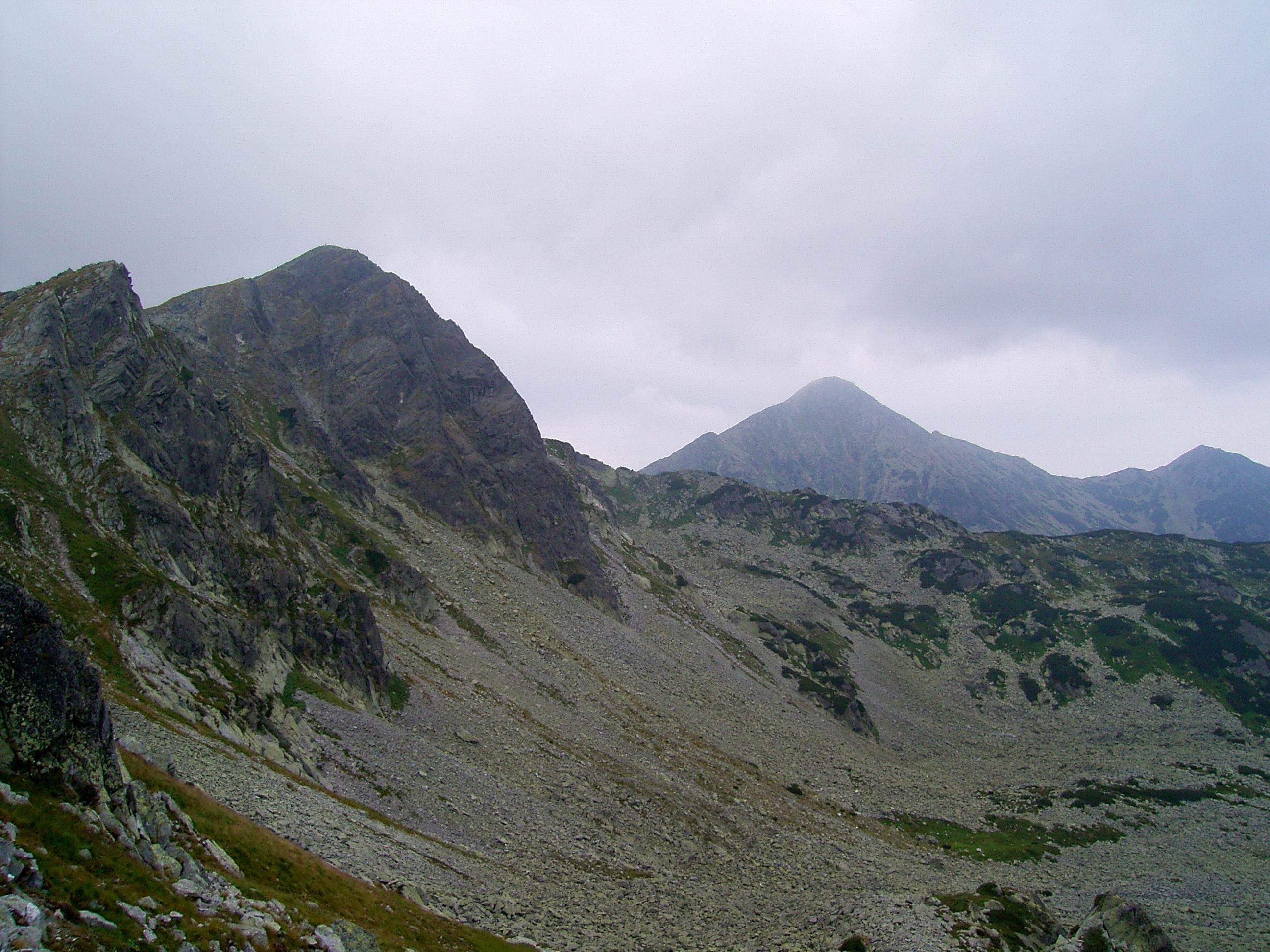
Vârful Retezat (dreapta) din Curmătura Bucurei
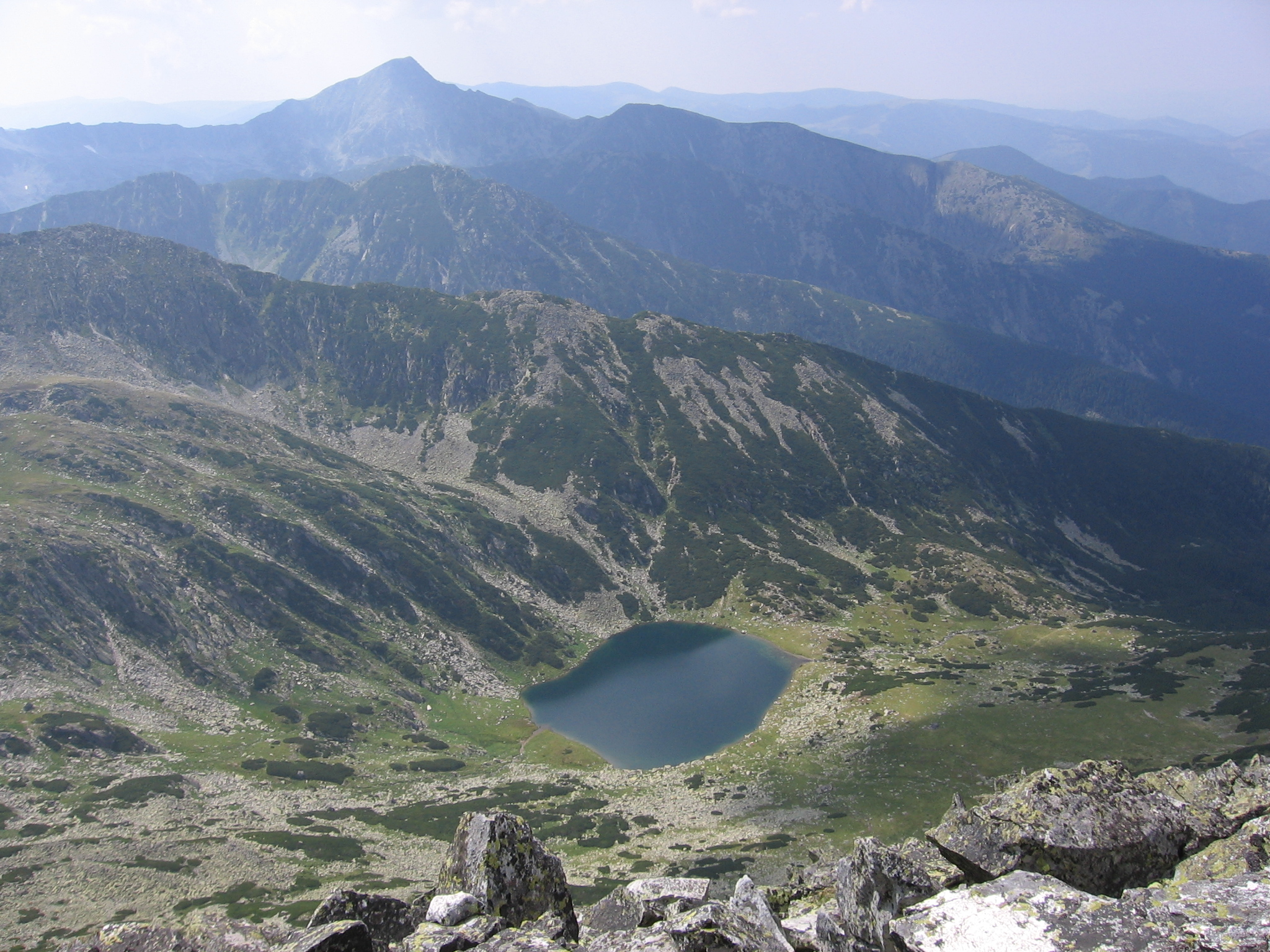
Lacul Galeşu în plan apropiat iar în plan îndepărtat Vârful Retezat, văzute de pe Vârfu Mare
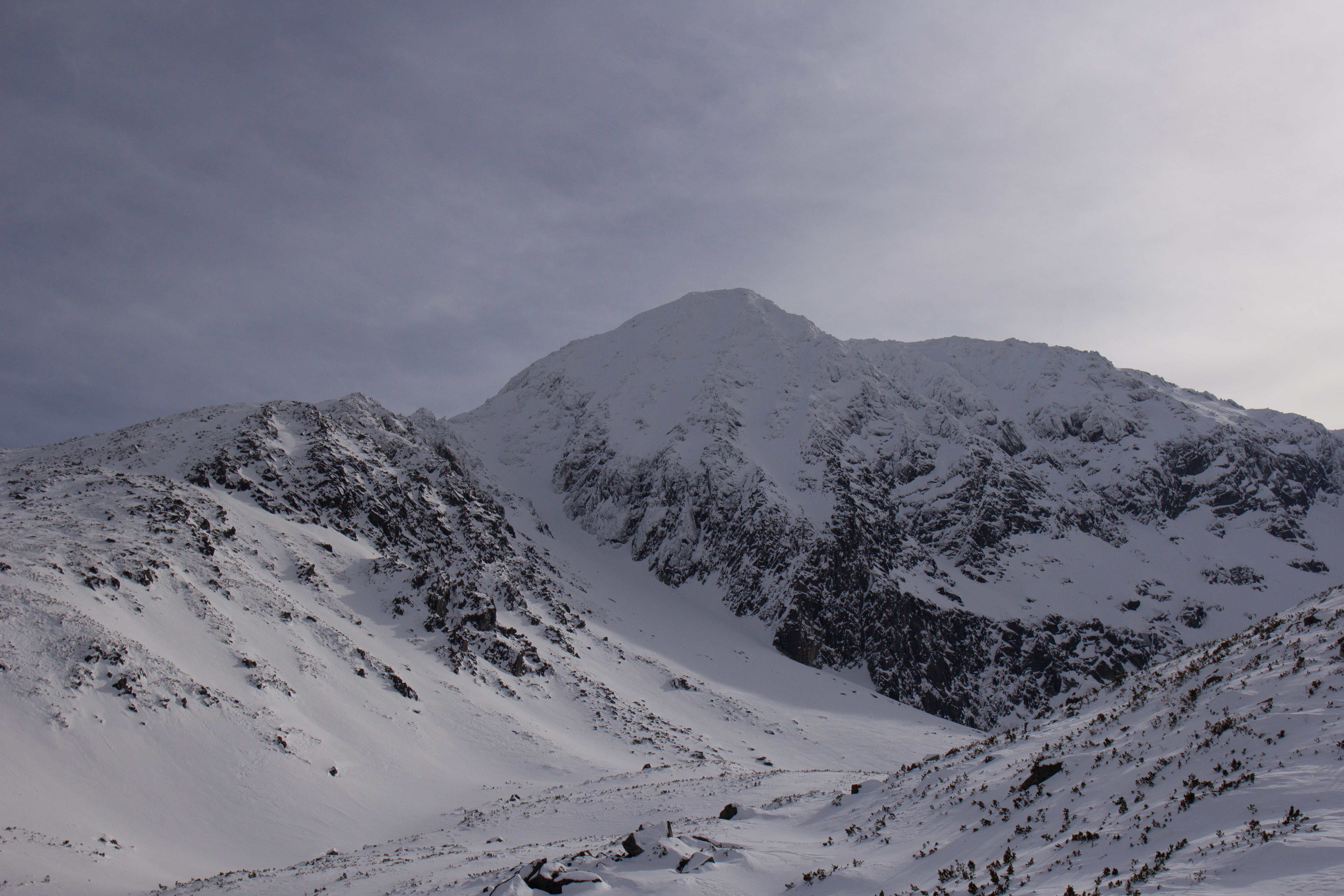
Vârful Retezat în iarnă